# Leo Piron
Leo Piron (1899-1962) was een Belgisch kunstenaar.  Hij werd in 1899 geboren in Marcinelle en studeerde in Aalst aan de Academie. Hij gaf er les, net zoals aan de Academie in Gent. Hij verbleef korte tijd in Luxemburg, Parijs en Bretagne. Rond 1926 in Etikhove (Maarkedal) de kunstenaar Valerius De Saedeleer. De Saedeleer werd later zijn schoonvader. Piron is vooral bekend om zijn gestileerde landschapsschilderijen van de Vlaamse Ardennen. De eerste jaren van zijn huwelijk met Marie-Josephe De Saedeleer woonde hij in 'Villa Maria' te Volkegem. Leo Piron bleef met zijn vrouw nadien in 'Villa Tynlon' wonen tot 1948. Toen verhuisde het koppel naar het nabijgelegen Nukerke.  Hij stierf in 1962 na een hartaderbreuk. Piron werd in Aalst bijgezet in het graf van Valerius De Saedeleer die twintig jaar eerder stierf. Het Fonds Leo Piron werd opgericht bij de Koning Boudewijnstichting via de nalatenschap van een nicht. Het omvat een veertigtal kunstwerken van zijn hand; voornamelijk panoramische landschappen en vergezichten, stadsgezichten en enkele stillevens.
- RKD-Nederlands Instituut voor Kunstgeschiedenis: 92237
- Union List of Artist Names: 500180134
- Virtual International Authority File: 145324745